# Nine Inch Nails
Nine Inch Nails (znany również pod skrótem NIN lub NIИ) – amerykański zespół muzyczny grający rock industrialny, założony w 1988 przez Trenta Reznora w Cleveland w stanie Ohio. Jako główny producent, wokalista, autor tekstów i multiinstrumentalista, Reznor kieruje zespołem; jest także jego jedynym stałym członkiem.
Muzyka NIN łączy w sobie wiele gatunków muzycznych, zachowując jednocześnie charakterystyczne brzmienie dzięki użyciu instrumentów elektronicznych i odpowiedniemu przetworzeniu.
Po nagraniu nowego albumu, Reznor zazwyczaj zbiera grupę muzyków, którzy będą z nim występować podczas koncertów. Nine Inch Nails występujące na żywo niekiedy jest traktowane jako zupełnie oddzielny byt. Na scenie często pojawiają się spektakularne efekty wizualne, które współgrają z dźwiękiem. W kulminacyjnym momencie muzycy zazwyczaj niszczą swoje instrumenty.
Fani muzyki alternatywnej ciepło przyjęli pierwsze nagrania Nine Inch Nails. W latach dziewięćdziesiątych XX wieku zespół nagrał kilka ważnych albumów, które zdobyły popularność na całym świecie. Wiele utworów stało się hitami radiowymi, dwa nagrania zostały nagrodzone nagrodą Grammy, zespół sprzedał ponad 20 milionów płyt na całym świecie, a w samych Stanach Zjednoczonych aż 10,5 mln. W 2004 roku magazyn Rolling Stone zamieścił Nine Inch Nails na 94. miejscu listy 100 największych artystów rockowych wszech czasów. W 2007 roku Trent Reznor ogłosił, że od tej pory Nine Inch Nails będzie niezależne od jakiejkolwiek wytwórni płytowej.
W przeszłości NIN wydawało swoje kolejne albumy w dużych odstępach czasowych. Luki te wypełniały płyty z remiksami lub nagraniami koncertowymi. Reznor tłumaczy te przestoje problemami osobistymi. Dlatego też pisane przez niego piosenki często dotykają jego mrocznej strony. Longplay Year Zero stanowi wyjątek w introspektywnej twórczości Reznora, a płyta ukazała się już po dwóch latach od premiery poprzedniczki.

## Historia

### Wczesne lata

Logo zaprojektowane przez Trenta Reznora i Gary’ego Talpasa

W roku 1987 Reznor grał na keyboardzie w również pochodzącej z Cleveland grupie Exotic Birds, którą kierował John Malm Jr. Reznor i Malm szybko zostali przyjaciółmi i kiedy pierwszy opuścił zespół, aby pracować na własny rachunek, drugi został jego nieformalnym menedżerem. Reznor był wtedy zatrudniony jako konserwator i woźny w studiu nagraniowym Right Track Studios. Pewnego dnia poprosił właściciela, Barta Kostera, o pozwolenie na nagranie kilku utworów demo, gdy studio będzie nieużywane. Ten zgodził się, stwierdzając, że „minimalne zużycie urządzeń to dla niego żaden koszt”.
Nagrywając te utwory, Reznor nie był w stanie znaleźć zespołu, który zagrałby jego kompozycje dokładnie tak, jak to sobie wyobrażał. Skutkiem tego, zainspirowany dokonaniami Prince’a, nagrał wszystkie piosenki sam, grając na każdym instrumencie, oprócz perkusji. W rolę multiinstrumentalisty lider NIN wcielał się przy okazji tworzenia każdej kolejnej płyty, czasami tylko korzystał z pomocy innych muzyków i asystentów.
W 1988, po pierwszych występach na żywo jako support zespołu Skinny Puppy, Trent Reznor postanowił wydać jeden, 12-calowy singel dla jakiejś małej europejskiej wytwórni. Kilka z nich odpowiedziało pozytywnie na przesłany materiał demo. Nine Inch Nails zdecydowało się podpisać kontrakt z TVT Records. Później, w roku 1994, dziewięć utworów ze wspomnianego dema znalazło się na nieoficjalnym wydawnictwie Purest Feeling, a część, z drobnymi zmianami, ukazała się na pierwszym studyjnym albumie grupy, Pretty Hate Machine.
Reznor powiedział w 1994 roku, że wymyślił nazwę „Nine Inch Nails”, ponieważ „łatwo się ją skraca”, a nie z powodu „jakiegokolwiek znaczenia dosłownego”. Popularne są również tezy, że muzyk chciał w ten sposób nawiązać do ukrzyżowania Chrystusa, który rzekomo został przybity do krzyża dziewięciocalowymi gwoźdźmi lub że jest to nawiązanie dziewięciocalowych paznokci Freddy’ego Kruegera.
Logo Nine Inch Nails zostało zaprojektowane przez Trenta Reznora i Gary’ego Talpasa. Składają się na nie litery „NIN” umieszczone w ramce, z tym, że druga litera „N” jest lustrzanym obiciem pierwszej. Było ono zainspirowane typografią Tibora Kalmana z okładki albumu Remain in Light zespołu Talking Heads. Logo po raz pierwszy pojawiło się na debiutanckim wydawnictwie grupy, Down in It.
Pochodzący z Cleveland Talpas projektował grafiki dla NIN aż do 1997 roku.

### Pretty Hate Machine

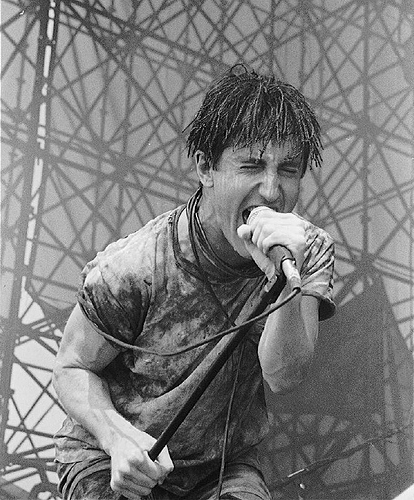
Reznor w czasie festiwalu Lollapalooza (1991)

Napisany, zaaranżowany i wykonany przez Trenta Reznora album Pretty Hate Machine zadebiutował w 1989 roku. Był to wynik współpracy z Adrianem Sherwoodem, który wyprodukował pierwszy singel NIN Down in It (zrobił to w swoim studiu w Londynie, nie spotykając się wcześniej z Reznorem w cztery oczy), a także Markiem Flood Elisem. Flood pojawiał się na każdej większej produkcji Nine Inch Nails aż do 1994 roku natomiast Sherwooda można było ostatni raz usłyszeć na wydawnictwie Things Falling Apart. Reznor i współproducenci rozwinęli Demo które zostało nagrane w studiu „Right Track” dodając do niego single Head Like a Hole oraz Sin. Krytyk magazynu Rolling Stone’s Michael Azerrad określił album jako „silny hałaśliwy industrial mieszczący się w ramce popu” oraz „wstrząsającą, ale wpadającą w ucho muzykę”; Reznor ogłosił to zestawienie słów jako „szczery opis” tego „co siedziało w jego głowie w tamtym czasie”. Po spędzeniu 113 tygodni na liście Billboard 200, Pretty Hate Machine stała się jednym z pierwszych niezależnie wydanych albumów który uzyskał certyfikat platyny w Stanach Zjednoczonych. MTV emitowało teledyski do singli Head Like a Hole oraz Down in It, lecz już kontrowersyjny klip do Sin został odrzucony przez stację. Pierwszy raz został opublikowany na kasecie zestawu Closure
W 1990 roku Nine Inch Nails rozpoczęło serię koncertów po Ameryce Północnej jako support dla alternatywnych zespołów takich jak Jesus and Marry Chain czy Peter Murphy. W pewnym momencie występy Nine Inch Nails zaczęły przybierać coraz to bardziej agresywną formę (było to np. niszczenie sprzętu na scenie). Mike Gitter z Rockbeat stwierdził w jednym z wywiadów, że taka postawa Reznora podoba się publiczności. Następnie Nine Inch Nails rozpoczęło światowe tournée, które trwało do pierwszego festiwalu Lollapalooza w 1991 roku.. Po słabym przyjęciu przed europejskimi występami Guns N’ Roses, NIN wrócił do Ameryki w warunkach ciśnienia z TVT Records aby przystąpić do produkcji następcy Pretty Hate Machine. Steve Gottlieb, właściciel wytwórni, domagał się od Reznora aby kolejny album NIN nie odbiegał za bardzo od swojego poprzednika i naciskał na to aby był bardziej chwytliwy i łatwiejszy w odbiorze – co Reznor uznał za ingerencję w jego własność intelektualną oraz sprzeczność z jego kolejną ideą muzyki. Dlatego też potajemnie zaczął tworzyć pod różnymi pseudonimami w celu uniknięcia niepotrzebnych spięć z wytwórnią. Owocowało to nagraniem minialbumu Broken który nie uzyskał żadnego wsparcia finansowego ze jej strony (z tego też powodu nie odbyła się żadna trasa promująca).

### Broken
W trakcie trwania konfliktu z TVT Records, Reznor przeniósł swoje studio nagraniowe do 10050 Cielo Drive, Benedict Canyon, Los Angeles, gdzie po wielu prawnych perturbacjach na ratunek przyszedł Jimmi Iovine, właściciel wytwórni Interscope Records. Dzięki kontraktowi pomiędzy Interscope a Reznorem, ten drugi otrzymał szanse założenia własnego studio Nothing Records, co pozwoliło mu na dużą niezależność artystyczną. Nakładem Nothing został wydany pierwszy mini album NIN pt. Broken w 1992 roku. Reznor podpisał także kontrakt z kapelą Marilyn Manson, gdzie Nothing było wydawcą jego pierwszych dwóch albumów: Portrait of an American Family oraz Smells Like Children. Reznor został również ich producentem. W niedalekiej przyszłości pokryły się one złotem oraz platyną w Stanach Zjednoczonych.
EP’ka Broken zawierała 6 nowych utworów, a także dwa dodatkowe, które zostały ukryte na płycie pod numerami 98 i 99 (Physical (You’re So) oraz Suck). Początkowo album był sprzedawany w wersji dwu płytowej (tzn. standardowym CD i mini CD na którym znajdowały się dwa wymienione wcześniej utwory), lecz ze względu na fakt, iż niektórzy właściciele sklepów sprzedawali obydwie płyty oddzielnie, zdecydowano się wydać ją w wersji zwykłej, umieszczając kawałki z mini CD jako te które nie znalazły się na trackliście (są jednak wspomniane w notatkach płyty).
W książeczce płyty Trent zawarł informację, że inspiracją do nagrania jego kolejnego albumu był wpływ członków zespołu z którymi koncertował w 1991 roku oraz „granie starszych kawałków na żywo w bardziej brudnej i agresywnej formie niż można było to usłyszeć na płycie”. Reznor charakteryzuje Broken jako album bardziej gitarowy od swojej poprzedniczki, oparty na „riffowych podmuchach”, zniszczeniu i jako trudniejszy w odbiorze niż Pretty Hate Machine. Dwie piosenki z Broken uzyskały nagrodę Grammy (jedyne w karierze NIN), pierwszą był „Wish” który dostał laur w nominacji „Best Metal Performance” drugi zaś „Happiness in Slavery” dostał gratyfikację za występ na festiwalu Woodstock ’94 w 1995 roku. Reznor po otrzymaniu nagrody za „Wish” zażartował: „Na moim nagrobku powinni napisać: Powiedział FIST FUCK, wygrał Grammy”
Peter Christopherson z Coil i Throbbing Gristle wyreżyserował wideo dla „Wish” (drugi teledysk zaraz po „Pinion” który miał rotację na MTV), lecz najbardziej sławnym (i zarazem nie) wideoklipem było „Happiness in Slavery”. Teledysk ten był niemal powszechnie zakazany we wszystkich telewizjach muzycznych, ze względu na treść jaką ze sobą niósł (Bob Flanagan amerykański super masochista, rozebrany kładzie się na maszynie „rozkoszy” która następnie torturuje go i zabija). Teledysk do Pinion (a raczej jego urywki) był użyty jako intro do programu MTV „Alternative Nation”. Ukazywał WC w którym w jednych z sedesów spuszczono wodę, następnie wędrowała ona przez hydrauliczne instalacje by na samym końcu być wpłukaną w usta jakiejś postaci ubranej w strój BDSM opleciony i przywiązany do ścian łańcuchami.
Reznor i Christopherson zestawili wszystkie teledyski z Broken (łącznie z „Help Me I am in Hell”, a także nowa wersją teledysku do „Gave Up” która różniła się od tej umieszczonej na „Closure”) w snuff filmie zatytułowanym „Broken Movie”. Film przedstawiał zabójstwo człowieka który wcześniej został porwany i torturowany przez swojego oprawcę, zmuszony był w trakcie do oglądania wideoklipów promujących „Broken”. Obraz ten nigdy nie był oficjalnie wydany (jak się można domyślać ze względu na swoją treść), lecz Reznor wręczył go paru swoim znajomym którzy prawdopodobnie odpowiadają za jego wyciek i dalsze rozprzestrzenienie. Krążył jako rarytas wśród fanów NIN w latach 90 i na początku lat dwutysięcznych w formie kasety VHS (co przekładało się na jego jakość ze względu na ciągłe kopiowanie). Później film został jednak umieszczony w formacie DVD na portalu The Pirate Bay, co było gwiazdkową niespodzianką zrobioną prawdopodobnie przez samego lidera NIN (był to ten sam użytkownik który umieścił testową wersję DVD Closure na tym samym portalu).
W tym samym roku album został poprzedzony kolejnym wydawnictwem Nine Inch Nails na którym znajdowały się remixy z „Broken”, płyta dostała nazwę Fixed. Reznor tuż po jej zakończeniu wziął się za prace nad kolejnym długogrającym albumem Nine Inch Nails, który wstępnie planowany był na wydanie pod koniec 1993 roku.

### The Downward Spiral
W 1994 roku drugi pełnowymiarowy album Nine Inch Nails, The Downward Spiral, zadebiutował na drugim miejscu listy przebojów Billboard 200. Pozostaje on nadal najlepiej sprzedającym się albumem NIN w Stanach Zjednoczonych (2023). Na płycie The Downward Spiral, zainspirowanej rockowymi albumami Low Davida Bowiego i The Wall zespołu Pink Floyd z końca lat 70., można odnaleźć wiele struktur i nastrojów, które odzwierciedlają rozwój psychiki głównego bohatera.
Przy tej płycie po raz ostatni współpracował z zespołem Flood, który ponownie został współproducentem kilku utworów; jego wieloletni współpracownik Alan Moulder zmiksował większą część The Downward Spiral, a także przejął więcej obowiązków producenckich na następnych płytach NIN.
The Downward Spiral nagrano w studiu nagraniowym Le Pig Studios w Beverly Hills, które zostało wybudowane przez Reznora w domu, w którym „rodzina” Charlesa Mansona zamordowała Sharon Tate, żonę znanego reżysera Romana Polańskiego.
Na singlach wydano dwa utwory z tego albumu: „March of the Pigs” oraz „Closer”; „Hurt” i „Piggy” emitowano w radiu, mimo że nie ukazały się na oficjalnych singlach. Teledysk do „Closer”, który wyreżyserował Mark Romanek często pokazywano w MTV, po tym, jak stacja usunęła z niego kilka scen, które uznała za zbyt obsceniczne. Wersja radiowa utworu, w której częściowo wyciszono niecenzuralne zwroty, także była chętnie grana przez stacje radiowe. W 1997 roku wydano Closure, box set zawierający fragmenty koncertów NIN z trasy Self Destruct, pełne wersje nagranych na żywo teledysków „Eraser” i „Hurt” i nakręcony dla MTV, składający się z jednego ujęcia teledysk „March of the Pigs”.
Na The Downward Spiral gościnnie wystąpili Stephen Perkins (który grał w Jane’s Addiction i Porno for Pyros) oraz Tommy Lee z Mötley Crüe.
Większość krytyków oceniła The Downward Spiral pozytywnie: w 2005 roku album znalazł się na 25-tym miejscu w rankingu „100 najlepszych albumów, 1985-2005” magazynu Spin, a w 2003 roku Rolling Stone przyznał mu 200. miejsce na liście „500 najlepszych albumów wszech czasów”. Po The Downward Spiral Reznor wyprodukował album z remiksami zatytułowany Further Down the Spiral, jedyny remix album NIN, który uzyskał status złotej płyty w Stanach Zjednoczonych. Był to wynik współpracy m.in. z grającym muzykę elektroniczną Aphex Twinem, producentem Rickiem Rubinem i dawnym gitarzystą Jane’s Addiction Dave’em Navarro.

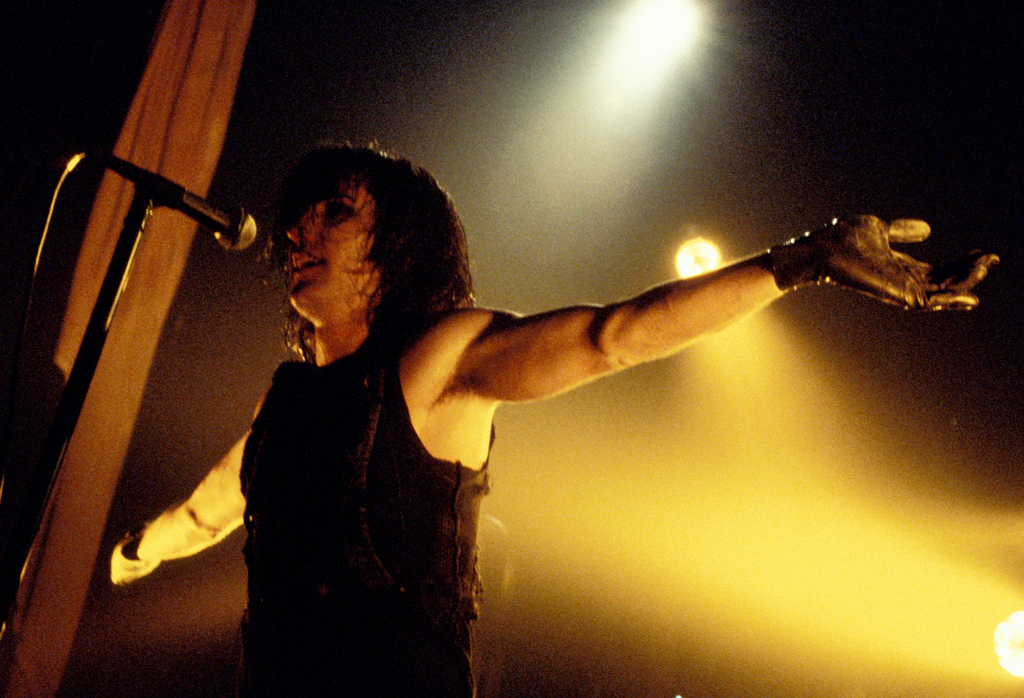
Trent Reznor podczas jednego z koncertów trasy Self-Destruct

Trasa koncertowa Self Destruct promująca płytę przyciągnęła największe do tej pory grono odbiorców – dostępny przez Pay-per-view występ w błocie na festiwalu Woodstock’94 obejrzano w 24 milionach domów. Zespół odniósł spory sukces komercyjny; występy Nine Inch Nails zaczęto organizować ze znacznie większym rozmachem i wzbogacono je o spektakularne efekty wizualne.
Mniej więcej w tym samym czasie perfekcjonistyczny Reznor zmagał się w studiu nagraniowym z brakiem weny i, jak podają niektóre źródła, uzależnieniem, co wpłynęło na opóźnienia w produkcji następnego albumu.
W 1996 roku Trent Reznor stworzył ścieżkę dźwiękową do popularnej gry Quake z gatunku first person shooter, której producentem było Id Software (twórcy takich gier jak Doom czy Wolfenstein 3D oraz pozostałych części Quake’a). Muzyka gry oscyluje głównie przy Dark ambientcie, lecz można tu także usłyszeć motywy Industrial rockowe charakterystyczne dla stylu NIN (głównie chodzi o pierwszy utwór na płycie, tzw. „quake theme” lub „persia inversion” – ścieżki nie mają oficjalnych nazw, zostały wymyślone przez fanów). W grze znajduje się nietypowa broń „nailgun” która może być przeładowana amunicją złożoną z gwoździ, widnieje na niej logo NIN
Także tego samego roku, Reznor wyprodukował album Marilyna Mansona pod tytułem Antichrist Superstar, który jest uważany za przełomowy w jego karierze jeśli chodzi o przebicie się do mainstreamu. Na albumie oprócz Reznora wystąpili także inni muzycy NIN: Chris Vrenna oraz Danny Lohner. Longplay został wydany nakładem Nothing/Interscope Records i uplasował się na 3 pozycji listy Billboard 200 podczas pierwszego tygodnia sprzedaży.
W 1997 roku Reznor wyprodukował soundtrack do filmu Davida Lyncha „Zagubiona autostrada”, z którego wydano singiel „The Perfect Drug”. Reżyserem teledysku do tego utworu został po raz kolejny Mark Romanek. Klip otrzymał aż 5 nominacji na MTV Video Music Awards w tym samym roku. Dziesiątą rocznicę wydania The Downward Spiral uczczono jego ekskluzywną reedycją w 2004 roku.

### The Fragile
We wrześniu 1999 roku, pięć lat po wydaniu The Downward Spiral, na rynku pojawił się następny pełnowymiarowy album NIN, dwupłytowy The Fragile.
Po poprzednich sukcesach NIN media przez ponad rok z niecierpliwością wyczekiwały The Fragile
i już wtedy mówiono, że data jego wydania została wielokrotnie przesunięta.
Kiedy album został wreszcie wydany, zadebiutował jako numer jeden na liście Billboard 200, sprzedając 228.000 egzemplarzy w pierwszym tygodniu i miał w większości ciepłe przyjęcie ze strony krytyków. Spin okrzyknął The Fragile jako „album roku”, a kilka utworów z tej płyty było regularnie granych w alternatywnych stacjach rockowych. Jednak krążęk wypadł już z listy Billboard Top 10 tydzień po premierze. Następstwem tego było uszczuplenie przez wytwórnie środków przeznaczonych na promocję nowej płyty, jak i tych na trasę koncertową po Ameryce Północnej przez co Reznor zmuszony był częściowo finansować ją z własnej kieszeni.
Według Reznora, nad The Fragile skupiono się w następujący sposób: „najpierw pisano teksty piosenek, później zajmowano się projektowaniem, aranżacją i produkcją dźwięku [...]” schemat ten się powtarzał praktycznie przez całą płytę podczas prac. Niektóre kompozycje stworzono jednak poprzez odtwarzanie różnych sampli lub wizualizacji i ostatecznie, jak to określił Reznor, „wychodziła z tego piosenka”. Kanadyjski rockowy producent Bob Ezrin uczestniczył w konsultacjach w sprawie listy utworów albumu, notatka w książeczce odnosząca się do jego osoby zawiera informacje, iż był on personą która doprowadziła do „ostatecznej kontynuacji oraz przypływu”
Przed wydaniem albumu, utwór „Starfuckers, inc.” wywołał spekulacje mediów na temat tego do kogo Reznor kierował w nim swoją cierpką i prześmiewczą lirykę. Krytyk Cinesexuality Patricia MacCormack, interpretuje go jako „zjadliwy atak na alternatywną scenę muzyczną”, w szczególności chodziło jej tu o dawnego przyjaciela Reznora, Marilyn’a Manson’a, z którym w owym czasie nie miał on zbyt dobrych relacji. Spekulacje te jednak nie potwierdziły się gdy Manson wystąpił gościnnie w teledysku do „Starfuckers, inc.” wspólnie reżyserując go z Robertem Halesem. Pojawił się również z NIN podczas Nowojorskiego Koncertu w Madison Square Garden w roku 2000 udzielając się w wymienionej wyżej kompozycji. Tego samego wieczoru zagrano także utwór z jego repertuaru „The Beautiful People”.
Nine Inch Nails wydało trzy komercyjne single z albumu w różnych częściach świata: The Day World Went Away w Ameryce Północnej, We're in this together w Europie oraz Japonii (który składał się z trzech oddzielnych płyt), a także Into the Void w Australii który nie dostał jednak oficjalnej nazwy HALO. Utwory Into The Void oraz Starfuckers, inc. były nominowane do nagrody Grammy, lecz ostatecznie nie zostały pod tym względem wyróżnione. Into The Void otrzymał także nominację na rozdaniu Nagród MTV w kategorii „MTV Video Music Awards Breakthrough Video” de facto jednak przegrywając z teledyskiem Bjork All is Full of Love wyreżyserowanym przez Chrisa Cunninghama
Reznor po wydaniu The Fragile wypuścił kolejny remix album który nazwał Things Falling Apart. Zawierał on jednak częściowo nowy materiał (cover Gary’ego Numana „Metal” oraz odrzucony wcześniej utwór z sesji The Fragile „10 Miles High”).
W 2001 roku na potrzeby soundtracku do filmu Tomb Raider została stworzona nowa piosenka o tytule „Deep”, do utworu powstał także teledysk. Reżyserem był Enda McCallion. Trent Reznor w późniejszych wywiadach podkreślał jednak, że był „rozczarowany ogólną prezencją wideoklipu”.
W tym samym roku, frontman NIN został po raz kolejny zaproszony do współpracy ze studiem Id Software nad projektem do gry Doom 3, tworząc do niej dźwięk oraz muzykę. Jednakże przez „czas, pieniądze i złe zarządzanie” zrezygnował on ze swojej kolaboracji pod koniec 2002 roku. W związku z tym, żadna ze skomponowanych przez Reznora ścieżek nie ujrzała niestety światła dziennego w ostatecznej wersji gry. Kierownictwo nad produkcją dźwięku przejął były perkusista i klawiszowiec NIN Chris Vrenna znany bardziej jako Tweaker oraz Clint Mansell z Pop Will Eat Itself
Gdy nastąpił 2002 rok, na świat przyszedł koncertowy album And All That Could Have Been który był zapiskiem trasy koncertowej Fragillity Tour Ver. 2.0 po Ameryce Północnej. Album wydano w formacie CD, DVD oraz kasety VHS. Wersja Deluxe zawierała minialbum Still na którym zarejestrowano nowy materiał, a także muzyczne reinterpretacje starszych kawałków NIN.

### With Teeth

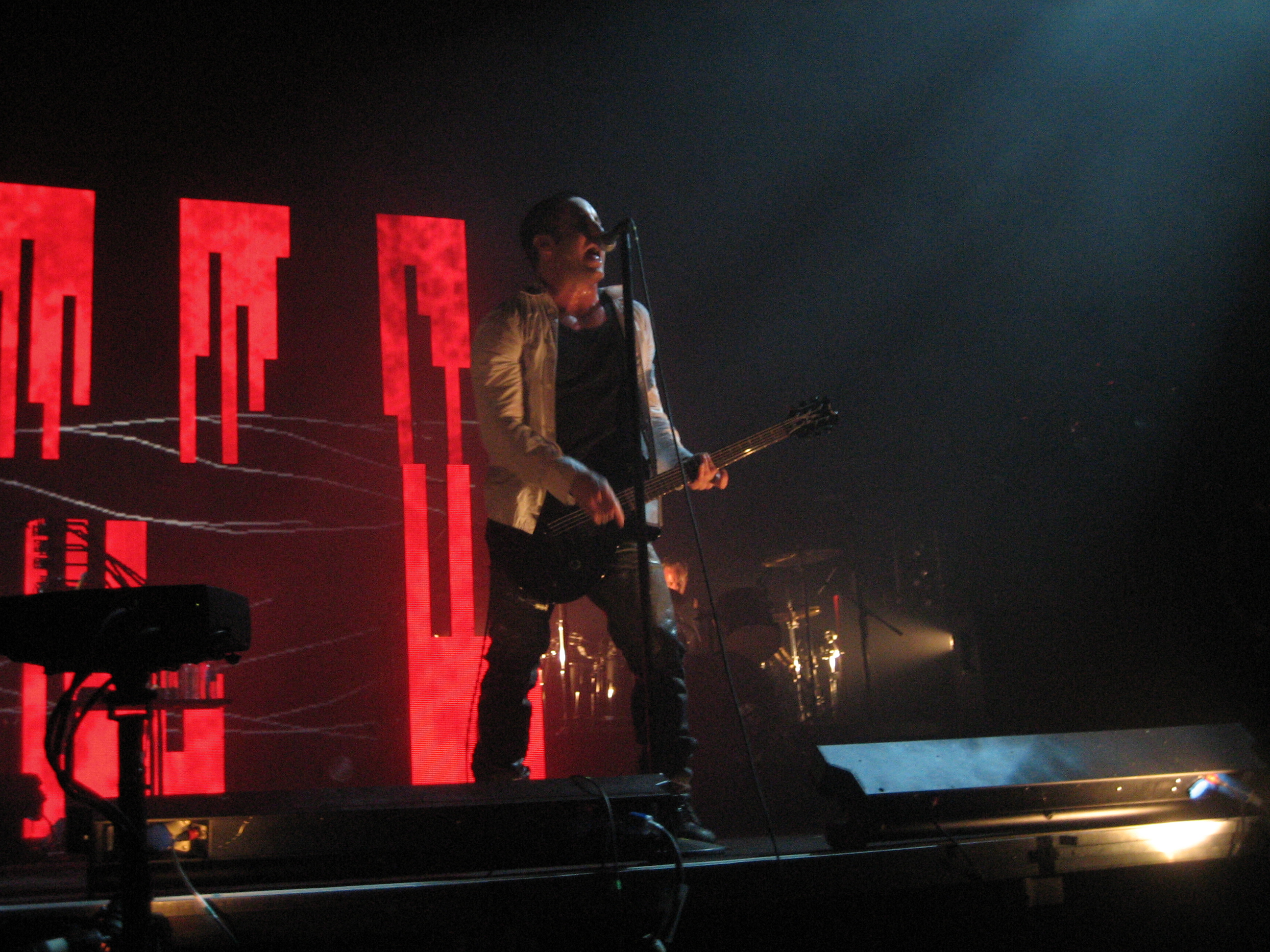
Występ na żywo w czasie trasy koncertowej Live:With Teeth w 2006 roku

Kolejne sześć lat upłynęło, zanim Nine Inch Nails wydało czwarty album „pełnej długości”. With Teeth, został wydany 2 maja 2005 roku, choć jego wyciek nastąpił już tydzień przed premierą. Album został napisany i nagrany po bitwie Reznora z nadużywaniem alkoholu i innych substancji psychoaktywnych. Jest to kolejny koncept album jednak w przeciwieństwie do swoich poprzedniczek, „piosenki na nim są mniej zależne od siebie i potrafią stać na własnych nogach”. Podobnie jak The Fragile, With Teeth zadebiutował na szczycie listy Billboard 200. Został wydany bez jakiejkolwiek książeczki i notatek wewnętrznych. Zamiast tego wymieniona jest jedynie tracklista płyty. Z lewej wewnętrznej strony digi packu widnieje też zdjęcie Reznora z rozpikselowaną twarzą. Cała „wewnętrzna zawartość” została jednak udostępniona w formie elektronicznej na oficjalnej stronie płyty. Przed premierą cały album był umieszczony w streamingu audio w paśmie oficjalnej strony MySpace, dzięki czemu można było się z nim zapoznać przed jego wydaniem. Ogólnie album został odebrany pozytywnie: Między innymi dziennikarz czasopisma Rolling Stone, Rob Sheffield, opisał go jako „klasyczne Nine Inch Nails”.
Pierwsze doniesienia wskazują, że album początkowo miał roboczy tytuł Bleedthrough. Reznor stwierdził, że nazwa została ostatecznie zmieniona, ponieważ „[album] miał być o różnych warstwach rzeczywistości które nasiąkały w siebie, lecz myślę, że niektórzy ludzie myśleli o dużej dawce krwi lub zakrwawionych tamponach handlowych”, dodając później na stronie nin.com „gdy piosenki oraz koncepcje stały się dojrzalsze, skupiłem się na czymś innym a tematy które zostały wcześniej podjęte jakby zaczęły się oddalać, pozostawiając przy tym uczucie, że tytuł jest jednak nieprawidłowy. Możecie po prostu powiedzieć, że zmieniłem zdanie. Tak album ma już pełny, nowy tytuł oraz tracklistę, lecz na razie nie chce wam mówić jak to wygląda”. Mixing rozpoczął się 28 października 2004 roku i na Sylwestra Reznor ogłosił, że album jest gotowy, jak również został dopasowany do niego ostateczny tytuł.
Promocyjny teledysk do utworu The Hand That Feeds miał premierę na stronie NIN w marcu 2005 r., zamiast tradycyjnych kanałów muzycznych Reznor wolał na samym początku, trafić do odbiorców drogą internetową. Założyciel Nine Inch Nails wydał również pliki źródłowe do piosenki w formacie GarageBand miesiąc później, dzięki czemu fani mogli na własny sposób zremiksować kawałek. W podobnym stylu wydano singel Only, tym razem dostosowano się do szerszego zakresu formatów, jak Pro Tools i ACID Pro. David Fincher wyreżyserował wideo do „Only”. Klip składał się w 95% z obrazów które były wygenerowane komputerowo. Trzeci singel Every Day is Exactly the Same, został wydany w kwietniu 2006 r., lecz planowany do niego teledysk został odrzucony podczas postprodukcji. Utwór ten zdominował listę Alternative Songs Charts Billboardu.
Nine Inch Nails rozpoczęło trasę koncertową po Ameryce Północnej jesienią 2005 r., wspólnie występując z takimi zespołami jak Queens of the Stone Age, Autolux i Death from Above 1979. Innym otwierającym koncerty Nine Inch Nails wykonawcą, był amerykański hip-hopowy artysta Saul Williams. Nine Inch Nails zagrało z nim także koncert na festiwalu Music Voodoo Experience który był dedykowany ofiarom i poszkodowanym mieszkańcom Nowego Orleanu, ucierpieli oni na skutek spustoszenia miasta przez Huragan Kathrina. Dawne studio Reznora Nothing Records, które znajdowało się w górnej części miasta, nie zostało w ogóle przez niego tknięte. Na zakończenie trasy „With Teeth”, NIN dał ostateczne koncerty w amfiteatrach co miało miejsce w lecie 2006 r. Do supportu dołączyły takie zespoły jak Bauhaus, TV on the Radio i Peaches.
W roku 2007 wydano dokument ukazujący trasę With Teeth z 2006 roku pod tytułem Beside you in time w następujących formatach: DVD, HD DVD oraz Blu-ray.

### Year Zero
Piąty „długogrający” album Nine Inch Nails, Year Zero, został wydany zaledwie dwa lata po premierze With Teeth, co jest wyraźną zmianą w porównaniu z wcześniejszym powolnym tempem publikacji wydawnictw zespołu które zawierały nowy materiał. Stanowi on również wyjątek autorefleksyjny pod względem lirycznym, gdzie teksty napisane są z perspektywy wielu fikcyjnych postaci, a nie jak było dotychczas, odnoszące się do osobistej i mrocznej natury samego Reznora. Jest to album koncepcyjny krytykujący politykę rządu Stanów Zjednoczonych oraz rokujący ich wpływ na świat w przeciągu następnych 15 lat. Reakcja krytyków muzycznych na album była przeważająco pozytywna, dzięki czemu krążek otrzymał średnią ocenę na poziomie 76% na portalu Metacritic.
Scenariusz albumu rozgrywa się w Stanach Zjednoczonych w 2022 roku, który rząd określił jako „Year Zero” („Rok Zerowy”), czyli czas odrodzenia Ameryki. Państwo przetrwało kilka poważnych ataków terrorystycznych najpewniej ze strony islamskich fundamentalistów, w tym ataków na Los Angeles i Seattle, na co w odpowiedzi rząd przejął absolutną kontrolę nad krajem. Rząd w historii Year Zero jest chrześcijańską teokracją fundamentalistyczną, utrzymującą kontrolę nad ludnością poprzez instytucje takie jak „Biuro Moralności” i „Pierwszy Kościół Ewangelicki w Plano”. Rządowa korporacja Cedocore rozprowadza środek o nazwie „Parepin” poprzez wodociągi, co sprawia, że Amerykanie pijący wodę są apatyczni i beztroscy. Istnieje kilka podziemnych grup buntowników jak Art is Resistance i Solutions Backwards Initiative które sprzeciwiają nagminnemu poszerzaniu kontroli władzy oraz chcą uniknąć dystopijnego scenariusza dla kraju.
Wraz z publikacją albumu równolegle pojawiła się interaktywna gra nawiązująca do koncepcji Year Zero, która rozszerzała jej fabułę. Wskazówki ukryte w gadżetach z trasy koncertowej początkowo doprowadziły fanów do odkrycia sieci fikcyjnych stron internetowych, które opisują „Orwellowski obraz Stanów Zjednoczonych”. Przed wydaniem Year Zero, niewydane utwory z albumu zostały znalezione na dyskach USB ukrytych w salach koncertowych Nine Inch Nails w Lizbonie oraz Barcelonie, jako część wspomnianej wyżej gry. Udział w niej fanów przykuł uwagę mediów, takich jak USA Today i Billboard, które jako źródła nowych odkryć podały witrynę fanowską The NIN Hotline, forum Echoing the Sound, fanklub The Spiral czy internetową encyklopedię poświęconą tematyce zespołu „NinWiki”.
Tak jak w przypadku With Teeth, pierwszy singiel z albumu „Survivalism” i inne utwory z Year Zero zostały wydane jako wielościeżkowe pliki audio dla fanów do remiksowania. Pod koniec 2007 roku swoją premierę miał album z remixami Year Zero pt. Year Zero Remixed, gdzie część materiału zremiksowali tacy wykonawcy jak Ladytron, Bill Laswell czy austriacki kompozytor eksperymentalnej muzyki elektronicznej Fennesz. Album z remiksami był ostatecznym wydaniem Nine Inch Nails dla Interscope records ze względu na kończący się 5 letni kontrakt. Interscope nie przedłużył umowy prawdopodobnie ze względu na konflikt jaki w owym czasie prowadził Reznor z wytwórnią oraz brak chęci tego drugiego do dalszej współpracy (frontman Nine Inch Nails był oburzony faktem, iż Interscope zawyża cenę CD ze względu na fakt, iż Reznor ma „stałych i wiernych fanów którzy kupią wszystko”). Albumowi towarzyszyła interaktywna strona z remiksami, z możliwością pobierania wielu ścieżek i publikowania remiksów.

Interaktywna gra łącząca się z rozwojem historii występującej na krążku nie była jedyną niespodzianką jaką zaplanował Reznor. Jeszcze tego samego roku zaczęto pracować nad filmową adaptacją albumu. Lider Nine Inch Nails widział Year Zero jako „część większego obrazu wielu rzeczy, nad którymi pracuję. Zasadniczo napisałem ścieżkę dźwiękową do filmu, który nie istnieje” Projekt ze względu na koszta starano się przenieść do telewizji, dzięki czemu Reznor znalazł pomoc u amerykańskiego producenta filmowego Lawrence’a Bender’a, a także spotykał się ze scenarzystami którzy mieli wspomóc ową produkcję. W dniu 10 sierpnia 2007 r. Reznor ogłosił, że została przedstawiona koncepcja filmu sieciom telewizyjnym w celu zawarcia umowy: „Mamy zamiar przedstawić ją konkretnej sieci, więc za kilka tygodni poznamy kilka ważnych osobistości. Zobaczymy, co się wtedy stanie dalej.” Od czasu ogłoszenia swoich planów dotyczących serialu telewizyjnego postęp niestety zwolnił, podobno z powodu strajku Gildii Pisarzy w latach 2007–2008, lecz prace nie zostały wstrzymane. W 2010 r. powstał miniserial nazwany Year Zero, który był rozwijany przez HBO i BBC Worldwide Productions. Scenariusz do niego napisali Reznor oraz scenarzyści Carnivàle i Daniel Knauf. 

### Ghosts I–IV
W lutym 2008 roku Reznor opublikował lakoniczną aktualizację na stronie internetowej Nine Inch Nails która brzmiała „2 tygodnie”. Po tym krótkim oświadczeniu, 2 marca 2008 roku, na oficjalnej stronie zespołu pojawiła się informacja o nowym, dwypłytowym longplay’u NIN zatytułowanym Ghosts I – IV. Był to pierwszy niezależny album zespołu nagrany po rozstaniu z wytwórnią Interscope Records w 2007 roku (oraz pierwszy wydany przez nową wytwórnię Reznora „The Null Corporation”), składający się z 36 instrumentalnych utworów. Pierwsza część albumu (czyli tzw. Ghosts I) została udostępniona na oficjalnej stronie NIN za darmo. Ghosts I – IV został udostępniony w wielu różnych formatach i formach. Jednym z nich była limitowana edycja Ultra-Deluxe która w dniu premiery kosztowała 300 dolarów (wydana jedynie w ilości 2500 sztuk). Wszystkie 2500 kopii albumu wyprzedano w trzy dni. Album ten jest objęty licencją Creative Commons Attribution Non-Commercial Share Alike (czyli materiał który na nim się znajduje można bez problemu wykorzystywać w darmowych celach). Krążek został stworzony improwizacyjnie w ciągu 10 tygodni, a współpracownikami którzy partycypowali przy jego produkcji byli Atticus Ross, Alan Moulder, Alessandro Cortini, Adrian Belew i Brian Viglione.
Początkowe wydanie albumu w formie elektronicznej napotkało pewne problemy, gdyż strona NIN była przeciążona wzmożonym ruchem, z czego nie była w pełni operacyjna. Usterka znikła dopiero po dodaniu dodatkowych serwerów. Tydzień po wydaniu albumu, oficjalna witryna Nine Inch Nails ogłosiła ponad 780 000 transakcji kupna, o wartości ponad 1,6 miliona dolarów sprzedaży. Przedsprzedaż formatu „Ultra-Deluxe Limited Edition” wyprzedała się w mniej niż 30 godzin od premiery.
Fizyczne wydanie albumu zadebiutowało na 14 miejscu listy US Billboard 200 z 26 000 sprzedanymi egzemplarzami w pierwszym tygodniu. Album znalazł się również na szczycie listy Billboard’s Dance / Electronic Albums. Do maja 2013 roku sprzedano 149 000 kopii w Stanach Zjednoczonych. Na arenie międzynarodowej Ghosts zadebiutował na trzecim miejscu w Kanadzie, 15 w Australii, 26 w Nowej Zelandii, 58 w Austrii i 60 w Wielkiej Brytanii. Na dzień dzisiejszy, album w USA sprzedał się łącznie w nakładzie ok. 933 tysięcy sztuk.
Reznor opisał muzykę Ghosts jako „ścieżkę dźwiękową do snów na jawie”, co dla wielu krytyków muzycznych było sentymentalnym pogłosem ich czasów. Porównywali oni album do twórczości chociażby Briana Eno i Roberta Frippa. Utwory nie mają tytułów, można je jedynie zidentyfikować poprzez listę utworów i „grupę” na albumie.
Ghosts I – IV spotkał się z przychylnym przyjęciem przez krytyków, którzy chwalili jego eksperymentalny charakter i niekonwencjonalną metodę wydania. Album uplasował się na 14. miejscu w Stanach Zjednoczonych i był nominowany do dwóch nagród Grammy (Best Rock Instrumental Performance i Best Boxed lub Special Limited Edition Package), co oznacza, że po raz pierwszy muzyka wydana na licencji Creative Commons została nominowana do tego typu wyróżnienia. Dla samego Reznora „Duchy” okazały się punktem zwrotnym, który zapowiadał brzmienie i kierunek muzyczny przyszłych albumów ze ścieżką dźwiękową do filmów nad którymi Reznor zaczął w przyszłości współpracować z Rossem (stan na 2020) oraz między innymi z reżyserem Davidem Fincherem. Są to między innymi takie produkcje jak: The Social Network (2010), Dziewczyna z tatuażem (2011) i Gone Girl (2014).

W 2019 roku raper Lil Nas X zsamplował motywy muzyczne z utworu „34 Ghosts IV” w swoim hicie „Old Town Road”, który stał się przebojem numer jeden na liście Billboard Hot 100. Było to również nagranie które pobiło rekord najdłużej utrzymującego się utworu numer jeden w historii tej listy.

### The Slip
The Slip (Halo 27) to siódmy studyjny album Nine Inch Nails wydany 5 maja 2008 w postaci plików do ściągnięcia z oficjalnej strony NIN. Wcześniej zaprezentowany został singiel Discipline, również dostępny jako plik MP3 za darmo na oficjalnej stronie, i utwór Echoplex, dostępny na stronie iLike. Tagi ID3 plików MP3 odsyłały słuchaczy do odwiedzenia strony nin.com 5 maja. W tym dniu znalazła się tam podstrona, z której można było bez opłat ściągnąć album w postaci plików MP3, a także formatach bezstratnych (FLAC, M4A, WAV) i pliki torrent, opatrzone komentarzem Reznora (thank you for your continued and loyal support over the years – this one’s on me).
Podobnie jak wcześniejsze wydawnictwo Nine Inch Nails, Ghosts I–IV, The Slip został wydany na licencji Creative Commons attribution-noncommercial share alike.
The Slip trafił na sklepowe półki 21 lipca 2008. Dzieło o ukazało się na winylu oraz na kompakcie z dodatkową płytą DVD, która zawiera materiały z prób. Ponadto do wydawnictwa dodana została 24-stronicowa książeczka i naklejka. 180-gramowy winyl zawiera taki sam booklet. Obydwie wersje są limitowane, ta z DVD do 250 tysięcy egzemplarzy.
Na całym świecie The Slip ściągnęło blisko półtora miliona fanów.

### Hesitation Marks
Osobny artykuł: Hesitation Marks.

## Wpływ
Nine Inch Nails wpłynęło na wielu młodszych artystów. Według Reznora, rozciągają się oni od „ogólnych imitacji”, zachęconych wczesnym sukcesem NIN, do młodych zespołów, w których brzmieniu w sposób „bardziej prawdziwy, nieudawany” odbija się echem styl Nine Inch Nails.
Po ukazaniu się albumu The Downward Spiral, artyści głównego nurtu zaczęli dostrzegać znaczenie zespołu. David Bowie porównał wpływ NIN na muzykę do tego, co uczynił zespół The Velvet Underground. Axl Rose z Guns & Roses był tak mocno zainspirowany twórczością Reznora, iż pod koniec lat dziewięćdziesiątych brzmienie jego zespołu zaczęło mocno zahaczać o styl Rock’a Industrialnego (czego przykładem może być wydany w 2008 roku album „Chinese Democracy”). Bob Ezrin, producent takich artystów jak Pink Floyd, Kiss, Alice Cooper czy Peter Gabriel, opisał w 2007 Reznora jako „prawdziwego wizjonera” i postawił go młodym muzykom jako wzór bezkompromisowości w kwestiach artystycznych. Innymi wykonawcami którzy przyznali się do inspiracji muzyką Nine Inch Nails są między innymi Maynard James Keenan z Tool, Steven Wilson z Porcupine Tree, Greg Puciato z The Dillinger Escpae Plan, Johnathan Davis oraz Munky z Korn (wieloletni współpracownik Reznora [dzisiaj stały członek NIN] Atticus Ross został współproducentem oraz producentem dwóch albumów grupy pt. „See you on the other side” oraz „Untitlled”), Chester Bennington z Linkin Park, Fred Durst z Limp Bizkit, Till Lindemann z Rammstein, Dero Goi z Oomph!, Jacoby Shaddix z Papa Roach, Ben Burnley z Breaking Benjamin, Sully Erna z Godsmack, Anders Friden z In Flames, Jamey Jasta z Hatebreed, Scott Weiland z Velvet Revolver, Grimes, Skrillex, Timbaland czy Corey Taylor ze Slipknot. W 1997 Trent Reznor znalazł się na liście najbardziej wpływowych ludzi Ameryki magazynu Time, magazyn Spin opisał go jako „najbardziej istotnego muzyka”. RIAA podaje, że zespół sprzedał 10,5 mln albumów w USA (stan na 2003 rok), co stanowi ponad połowę liczby sprzedanych płyt na całym świecie. W roku 2007 zespół niespodziewanie pojawił się na rozdaniu nagród magazynu Kerrang! w Londynie, aby odebrać nagrodę Kerrang! Icon za nieustający wpływ zespołu na muzykę rockową.
W 2020 r., po dwóch nieudanych próbach w 2014 i 2015 r., Nine Inch Nails zostało włączone do muzeum „Rock and Roll Hall of Fame” jako zespół mający nieustanny wpływ na ewolucje muzyki rockowej.

## Charakterystyka muzyczna

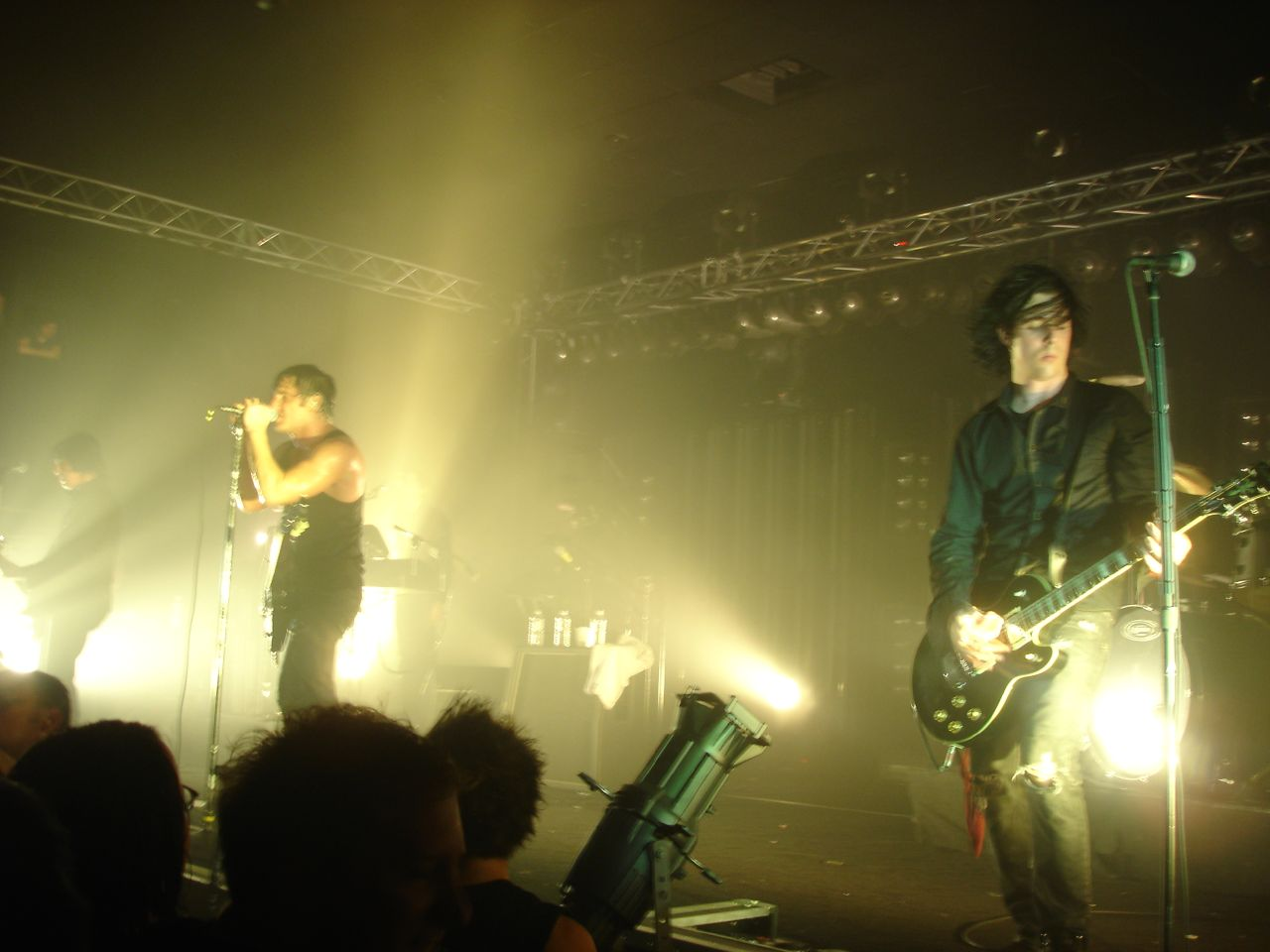
Nine Inch Nails na żywo w czasie trasy koncertowej w 2005 roku

Steve Huey z AllMusic twierdzi, że Nine Inch Nails to najpopularniejszy zespół grający industrial w historii muzyki i jest w głównej mierze odpowiedzialny za rozpowszechnienie się tego gatunku muzycznego wśród masowej publiczności. Reznor nigdy nie określał swojej muzyki jako industrial, ale przyznaje, że czerpał inspirację z dokonań wczesnych zespołów industrialowych, takich jak Throbbing Gristle i Test Dept. Pomimo różnic między tymi grupami i Nine Inch Nails, dziennikarze muzyczni bardzo często używali terminu „industrial”, aby opisać muzykę NIN. Tak naprawdę, twórczość Reznora bardzo trudno jest sklasyfikować. Sam artysta w wywiadzie dla magazynu Spin powiedział, że na „Down in It” są znaczące wpływy wczesnego stylu zespołu Skinny Puppy, ale w tym samym wywiadzie określił inne piosenki z albumu Pretty Hate Machine jako synth pop. W swojej recenzji płyty The Fragile, krytyk Steve Cooper pisze, że album zestawia ze sobą wiele, bardzo różnych gatunków, np. solo piano w „The Frail” i drum and bass w „Starfuckers, Inc.”.
W zbiorze technik używanych przez Nine Inch Nails znajdziemy m.in. zmiany w dynamice utworu, np. w piosenkach „Wish” i „The Day the World Went Away” ciche fragmenty momentalnie przechodzą w bardzo głośne, aby nagle się skończyć. Śpiew Reznora powiela ten wzorzec, często przechodząc od szeptu do krzyku i odwrotnie. Zespół czasami korzysta ze skomplikowanych sygnatur czasowych, jak np. w „The Collector” z albumu With Teeth i w „March of the Pigs”, niezwykle popularnym na koncertach. Reznor wykorzystuje szum i wiele zniekształconych dźwięków, często łączy ze sobą dysonans z chromatyczną melodią i/lub harmonią. Wszystkie te techniki zostały wykorzystane w słynnym utworze „Hurt”, gdzie występuje wysoce dysonansowy tryton grany na gitarze w czasie zwrotek. „Closer” kończy się natomiast motywem chromatycznego pianina, ta sama melodia jest zapętlona w piosence tytułowej z albumu The Downward Spiral. Na The Fragile Reznor powraca do techniki powtarzania w różnych utworach tego samego motywu muzycznego. Jest on wtedy grany na innym instrumencie, albo w innym tempie.

## Stosunek do przemysłu muzycznego
Trent Reznor otwarcie krytykuje przemysł muzyczny, a w szczególności wszelkie próby ograniczenia jego artystycznej wolności przez muzyczne korporacje. W rezultacie zespół Nine Inch Nails popadł w konflikt z paroma z nich i ostatecznie postanowił kontynuować karierę samodzielnie, bez podpisywania kontraktów z wytwórniami płytowymi.
- Na początku lat 90. zespół Nine Inch Nails zamieszany był w osławiony konflikt z TVT Records, swoją pierwszą wytwórnią płytową. Reznor sprzeciwiał się czynionym przez wytwórnię próbom ingerencji w jego własność intelektualną[15]. Ostatecznie powstało wspólne przedsięwzięcie Nine Inch Nails i Interscope Records, w wyniku czego Reznor zrzekł się części swoich praw wydawniczych na rzecz TVT Music, w zamian za możliwość posiadania własnego logo – Nothing Records[131]. W 2005 roku Reznor pozwał swojego byłego przyjaciela i współzałożyciela Nothing Records – Johna Malma – między innymi za oszustwo oraz naruszenie warunków umowy i obowiązków powierniczych[132]. Ich znajomość została oficjalnie zakończona podczas rozprawy w Nowym Jorku, kiedy to Reznorowi przyznane zostało odszkodowanie przewyższające sumę trzech milionów dolarów[133].
- Na wniosek Prudential Securities, w czasie postępowania upadłościowego w 2005 roku, TVT wystawiło na aukcję prawa wytwórni do nagrań Reznora. Oferta ta obejmowała cały katalog TVT, włączając Pretty Hate Machine i część tantiem z wydawnictwa Reznora, Leaving Hope Music/TVT Music. Wytwórnia Rykodisc, mimo przegranej aukcji, zdołała nabyć prawa autorskie od Prudential i 22 listopada 2005 roku ponownie wydała album Pretty Hate Machine, którego poprzedni nakład zdążył się wyczerpać[134]. 31 stycznia 2006 roku Ryko wydała także singiel „Head Like a Hole” oraz winylową edycję Pretty Hate Machine. Wytwórnia rozważała również wydanie limitowanej edycji specjalnej, podobnej do The Downward Spiral wypuszczonej przez Interscope, jednak Reznor odmówił wyprodukowania jej bez wynagrodzenia[135].
- Nine Inch Nails miało zagrać na MTV Movie Awards w 2005 roku, jednak zespół sam zrezygnował w wyniku nieporozumienia z siecią o tło do „The Hand that Feeds”, gdzie użyto nie zmienionego w żaden sposób wizerunku George’a W. Busha. Wkrótce potem Reznor napisał na oficjalnej stronie NIN: „najwyraźniej widok naszego prezydenta jest tak samo obraźliwy dla MTV, jak i dla mnie”[133]. MTV odpowiedziało, że szanuje punkt widzenia Reznora, jednak czuło się „nieswojo” z występem „opartym na stronniczych politycznych oświadczeniach”. Foo Fighters zajęli lukę w show pozostawioną przez NIN[136].
- W 2006 roku, po ostrzeżeniu otrzymanym ze strony internetowej fanów, Reznor wystąpił do sądu o nakaz zaprzestania działalności dla Fox News za bezprawne wykorzystanie trzech utworów z The Fragile na antenie. Utwory „La Mer”, „The Great Below” i „The Mark Has Been Made” pojawiły się w jednym z odcinków War Stories with Oliver North dotyczącym bitwy o Iwo Jimę[137]. Na swoim blogu Reznor napisał: „Dzięki za informację o Fox News. Wysłano nakaz zaprzestania. PIEPRZYĆ Fox pieprzony News”.[138][139]

- Jako część alternate reality game, która towarzyszyła wydaniu Year Zero, trzy nagrania z albumu celowo „wyciekły” przed premierą na kilku koncertach NIN w postaci pen drive’ów[140]. Wysokiej jakości pliki audio szybko dostały się do Internetu, a właściciele stron, na których znajdowały się materiały, wkrótce otrzymali od Recording Industry Association of America nakazy usunięcia danych, mimo że kampania wirusowa, wraz z pen drive’ami, przeprowadzana była za zgodą wytwórni płytowej zespołu[141].

## Muzycy
Obecny skład zespołu
- Trent Reznor – wokal prowadzący, gitara elektryczna, gitara basowa, instrumenty klawiszowe (od 1988)
- Robin Finck – gitara elektryczna, instrumenty klawiszowe, wokal wspierający (1994–2000, 2008–2009, od 2013)
- Atticus Ross – instrumenty klawiszowe, programowanie, wokal wspierający (od 2016)
- Alessandro Cortini – instrumenty klawiszowe, gitara elektryczna, wokal wspierający (2004–2008, od 2013)
- Ilan Rubin – perkusja, instrumenty perkusyjne (2009, od 2013)

Byli członkowie zespołu
- Chris Vrenna – instrumenty klawiszowe, perkusja, instrumenty perkusyjne (1988–1990, 1992–1997)
- Charlie Clouser – instrumenty klawiszowe, perkusja, instrumenty perkusyjne (1994–2000)
- Ron Musarra – perkusja, instrumenty perkusyjne (1988)
- Jeff Ward – perkusja, instrumenty perkusyjne (1990–1991, zm. 1993)
- Alex Carapetis – perkusja, instrumenty perkusyjne (2005)
- Josh Freese – perkusja, instrumenty perkusyjne (2005, 2005–2008)
- Richard Patrick – gitara elektryczna (1989–1993)
- Gary Talpas – instrumenty klawiszowe (1989)
- Nick Rushe – instrumenty klawiszowe (1990)
- David Haymes – instrumenty klawiszowe (1990)
- Lee Mars – instrumenty klawiszowe (1990–1991)
- James Woolley (zmarły) – instrumenty klawiszowe (1991–1994)[142]
- Danny Lohner – gitara elektryczna, gitara basowa, instrumenty klawiszowe (1993–2003)
- Jeordie White – gitara elektryczna, gitara basowa, instrumenty klawiszowe (2005–2007)
- Jerome Dillon – gitara elektryczna, perkusja, instrumenty perkusyjne (1999–2005)
- Aaron North – gitara elektryczna (2005–2007)
- Justin Meldal-Johnsen – gitara basowa (2008–2009)
- Josh Eustis – gitara elektryczna, gitara basowa, instrumenty klawiszowe, instrumenty perkusyjne, wokal wspierający (2013)
- Pino Palladino – gitara basowa (2013)
- Lisa Fischer – wokal wspierający (2013)
- Sharlotte Gibson – wokal wspierający (2013)

## Dyskografia
Główne wydawnictwa:
- 1989: Pretty Hate Machine
- 1992: Broken EP
- 1994: The Downward Spiral
- 1999: The Fragile
- 2005: With Teeth
- 2007: Year Zero
- 2008: Ghosts I–IV
- 2008: The Slip
- 2013: Hesitation Marks
- 2016: Not the Actual Events EP
- 2017: Add Violence EP
- 2018: Bad Witch
- 2020: Ghost V:Together[143]
- 2020: Ghost VI:Locusts[144]

## Nagrody

### Nagrody Grammy
Nine Inch Nails było nominowane do nagrody Grammy dwanaście razy i wygrało dwa razy. Zwycięskie nominacje zostały poniżej wyróżnione pogrubieniem.
- „Wish” – Nagroda Grammy w kategorii Best Metal Performance, 1992[145]
- The Downward Spiral – Nagroda Grammy w kategorii Best Alternative Music Performance, 1994 (nominacja)[145]
- „Happiness in Slavery” – Nagroda Grammy w kategorii Best Metal Performance, 1995 (ze składanki Woodstock ’94)[145]
- „Hurt” – Nagroda Grammy w kategorii Best Rock Song, 1995 (nominacja)[145]
- „The Perfect Drug” – Nagroda Grammy w kategorii Best Hard Rock Performance, 1997 (nominacja)[145]
- The Fragile – Nagroda Grammy w kategorii Best Alternative Music Performance, 1999 (nominacja)[145]
- „Starfuckers, Inc.” – Nagroda Grammy w kategorii Best Metal Performance, 1999 (nominacja)[145]
- „Into the Void” – Nagroda Grammy w kategorii Best Male Rock Vocal Performance, 2000 (nominacja)[145]
- „The Hand That Feeds” – Nagroda Grammy w kategorii Best Hard Rock Performance, 2005 (nominacja)[146]
- „Every Day Is Exactly the Same” – Nagroda Grammy w kategorii Best Hard Rock Performance, 2006 (nominacja)[147]
- „34 Ghosts IV” – Nagroda Grammy w kategorii Best Rock Instrumental Performance, 2009 (nominacja)
- „Ghosts I–IV” – Nagroda Grammy w kategorii Best Boxed Set or Limited Edition Package, 2009 (nomination)

## Trasy Koncertowe

### Pretty Hate Machine Era (1988/10/21 – 1991/09/13)[148]
- VIVIsectVI Tour 1988 (jako support dla zespołu Skinny Puppy)
- „Pretty Hate Machine” Promotional Tour 1989
- The Jesus and Mary Chain’s Automatic Tour 1990 (jako support dla The Jesus and Mary Chain)
- Deep Tour 1990 (jako support dla Peter Murphy)
- Hate Tour 1990 (jako support dla NIN dołączyły takie zespoły jak Cold Front, Die Warzau, Meat Beat Manifesto, Monkey Fear, Pure, Sky Cries Mary, and Supreme Love Gods)
- Sin Tour 1990-1991 (support dla NIN: Chemlab i Die Warzau)
- Lollapalooza Tour 1991
- Pretty Hate Machine European Tour 1991 (częściowo jako support dla Guns N’ Roses)

### The Downward Spiral Era (1994/03/09 – 1996/09/08)[149]
- Self Destruct Warm-up 1994
- Self Destruct Australia 1994 (odwołana ze względu na przepukilne Chrisa Vrenny)
- Self Destruct Tour 1994 (support dla NIN: Die Krupps, Fem 2 Fem, Marilyn Manson, PIG, Treponem Pal i Type O Negative)
- Further Down The Spiral Tour 1994-1995 (support dla NIN: Hole, Jim Rose Circus, Marilyn Manson, The Melvins i Pop Will Eat Itself)
- Dissonance Tour 1995 (wspólne tournee z Davidem Bowie)
- Fall 1995 Club Tour 1995
- Nights of Nothing 1996 (wspólne koncerty wraz z Marilyn Manson, Prick oraz Pop Will Eat Itself)

### The Fragile Era (09.09.1999 – 09.07.2000)[150][151]
- MTV VIDEO MUSIC AWARDS 09.09.1999
- Fragility v1.0 Tour 1999 (support dla NIN: Atari Teenage Riot i Skingame)
- Fragility v2.0 Tour 2000 (support dla NIN: A Perfect Circle)
- Fragility v2.0 European Festivals 2000

### Live: With Teeth (2005/03/23 – 2006/07/08)[152]
- With Teeth Club Tour 2005 (support dla NIN: Carre Callaway i The Dresden Dolls)
- With Teeth International Tour 2005 (support dla NIN: Bird Blobs, The Dresden Dolls, Eagles Of Death Metal, The Follow and Saul Williams)
- With Teeth Fall Arena Tour 2005 (support dla NIN: Autolux, Death From Above 1979, Queens Of The Stone Age i The Standard)
- With Teeth Spring Arena Tour 2006 (support dla NIN: Moving Units i Saul Williams)
- With Teeth: Summer Amphitheater Tour 2006 (support dla NIN: Saul Williams, Bauhaus, TV On the Radio, i Peaches)

### Performance 2007 (2007/02/10 – 2007/09/18)[153]
- European Spring Tour
- Australia/Japan spring tour
- Summer/fall tour

W trakcie całego tournee NIN supportowały takie zespoły jak: The Dandy Warhols, Alec Empire, Intacto, Ladytron, The Lovesong, Noisecut, The PoPo, Serena-Maneesh, Theodor Bastard, Unkle i White Rose Movement

### Lights In The Sky Tour (2008/07/19 – 2008/12/13)[154]
- Lights In The Sky Over North America
- Lights In The Sky Over South America
- Lights In The Sky Over North America

Do supportu dołączyły take zespoły jak: Boris, The Bug, Crystal Castles, Deerhunter, Does It Offend You, Yeah?, HEALTH, A Place To Bury Strangers, White Williams and Vigilante

### Wave Goodbye Tour (2009/02/17 – 2009/09/10)[155]
- Australia Tour
- NIN/JA 2009 (US/Canada) (wspólna trasa z Janes Addiction)
- Europe Tour
- Asia Tour
- North America Tour

Do supportu dołączyły: Alec Empire, HEALTH, The Horrors, io echo, Jaguar Love, Mew, The Naked And Famous, Queen Kwong i Street Sweeper Social Club..

### NIN 2013-2014 Tour (2013/07/26 – 2014/08/30)[156]
- NIN 2013 Festival Tour 2013
- Tension 2013 Tour 2013 (support dla NIN: Autolux, Explosions In The Sky, Godspeed You! Black Emperor i Gary Numan)
- NIN 2014 Japan Tour 2014 (support dla NIN: Alessandro Cortini)
- NIN + QOTSA Tour 2014 (wspólna trasa z Queens of the Stone Age)
- NIN 2014 Latin America Tour 2014
- NIN 2014 Europe/UK Tour 2014 (support dla NIN: Cold Cave)
- NIN + Soundgarden Tour 2014 (wspólna trasa z Soundgarden)

### NIN 2017-2018 Tour (2017/07/19 – 2018/12/15)[157]
- I Can’t Seem To Wake Up 2017
- Las Vegas Warm-Up 2018
- Europe + Asia 2018
- Cold And Black And Infinite Tour 2018 (support dla NIN: The Jesus and Mary Chain, Tobacco, Kite Base, Daniel Avery, Death In Vegas, Gabe Gurnsey, HMLTD, i The Soft Moon)